# Zinaida Mareseva
Zinaida Mareseva (russe : Зинаида Маресева) était sergent-major du 214e régiment des carabiniers de la Garde du 73e division des carabiniers de la Garde lors de la Seconde Guerre mondiale. Pour son engagement dans la bataille, elle a reçu à titre posthume le titre d'Héroïne de l'Union soviétique le 22 février 1944.

## Enfance et éducation
Mareseva est née le 20 juin 1923 dans une famille russe du village de Cherkaskoe, situé dans l'actuel district de Volsk de l'Oblast de Saratov ; son père est berger dans une ferme collective. Après avoir obtenu son diplôme de l'école secondaire, elle assiste à des cours de médecine avant de devoir aller travailler dans une usine de ciment à cause de la guerre.

## Carrière militaire
Lorsque le père de Mareseva est envoyé en première ligne au début de la guerre, elle demande à plusieurs reprises à rejoindre les rangs de l'Armée rouge après sa formation médicale, mais elle est refusée. Finalement, elle commence des cours de soins infirmiers militaires et rejoint l'Armée rouge en 1942, après l'obtention de son diplôme. Elle est envoyée sur le Front de l'Est à la fin de novembre de la même année, avec la 38e Division des carabiniers, qui reçut plus tard le titre de Garde soviétique et devint le 73e division des carabiniers de la Garde.
Elle combat à Stalingrad, Voronej et sur le Front de la steppe en tant que médecin, et pour son engagement dans la bataille le 8 février 1943, elle reçoit la Médaille "du mérite militaire", et l'Ordre de l'Étoile rouge après le sauvetage de 38 soldats blessés dans la bataille de Koursk. Le 1er août 1943, son régiment reçoit l'ordre de traverser la rivière Donets pour atteindre le sud de Belgorod. Le passage entre les villes de Solomino et Toplinka implique d'esquiver les tirs d'artillerie lourde et deux divisions d'infanterie allemandes ; la rive droite de la rivière est minée et entièrement contrôlée par l'Axe. Après une longue bataille, la Garde soviétique réussit à prendre le contrôle d'une petite tête de pont sur la rive droite, et malgré les lourdes pertes, continue l'offensive. Tout au long de la bataille, Mareseva traite les soldats blessés, et lorsque les coups de feu cessent à la tombée de la nuit, elle transporte en sécurité les blessés, sur la rive gauche de la rivière.
Le 2 août, après de nombreuses victimes dues aux contre-attaques allemandes, les forces soviétiques affaiblies voient les Allemands contourner leur forteresse par la rive gauche. En infériorité numérique, les forces soviétiques commencent à battre en retraite, ce qui est illégal en vertu de l'Ordre no 227, aussi connu sous le nom de « Pas un pas en arrière ! » ; Mareseva, remarquant l'approche allemande vers les tranchées où sont cachés les soldats soviétiques blessés, et après avoir convaincu les soldats de son régiment de continuer le combat, elle saisit son pistolet et se rue vers les lignes ennemies. Dans la confrontation dirigée par Mareseva, plus de 150 combattants ennemis sont tués et huit mitrailleuses, deux mortiers et vingt lance-grenades sont saisis. Après avoir mené l'attaque, elle transporte les blessés hors du champ de bataille et continue de les soigner. Les soviétiques réussissent à improviser un pont piétonnier plus sûr pour transporter les blessés sur la rive gauche, au lieu d'utiliser un bateau, mais le pont est détruit par le feu ennemi pendant la nuit. Le matin du 3 août, alors qu'elle transporte des soldats blessés en sécurité sur le bateau, elle utilise son corps comme bouclier humain pour défendre ses camarades d'une attaque au mortier et meurt de ses blessures trois jours plus tard.
Elle est, à titre posthume, déclarée Héroïne de l'Union soviétique le 22 février 1944 pour sa bravoure dans la traversée de la rivière au cours de laquelle elle sauva 64 soldats blessés,.

## Distinctions
Récompenses militaires
- Héroïne de l'Union soviétique
- Ordre de Lénine
- Ordre de l'Étoile rouge

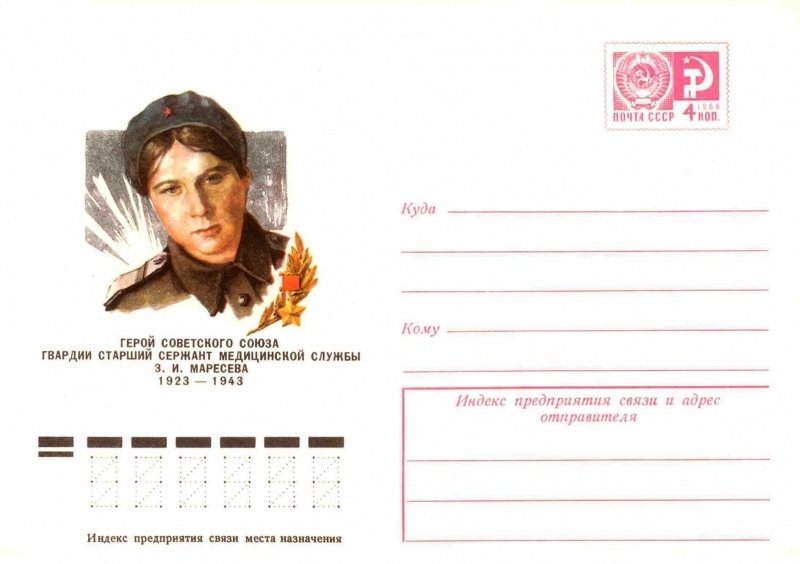
Enveloppe mettant en vedette Mareseva provenant d'une série d'enveloppes sur les Héros de l'Union soviétique.

- Médaille pour la Défense de Stalingrad

Monuments commémoratifs et hommages
- Une enveloppe mettant en vedette Mareseva est publiée en 1977 dans le cadre d'une série d'enveloppes mettant en vedette des Héros de l'Union soviétique[5].
- Une école de médecine dans sa ville natale de Volsk est nommée en son honneur, ainsi que l'usine de ciment où elle travailla avant la guerre[6].
- En 1953, un monument honorant son exploit militaire est construit sur le lieu de son inhumation à Piatnitskaïa, Belgorod.